# Rymosia prolixa
Rymosia prolixa är en tvåvingeart som beskrevs av Sherman 1921. Rymosia prolixa ingår i släktet Rymosia och familjen svampmyggor.
Artens utbredningsområde är British Columbia. Inga underarter finns listade i Catalogue of Life.